# Itoda
Itoda (糸田町, Itoda-machi) est un bourg du district de Tagawa, dans la préfecture de Fukuoka, au Japon.

## Géographie

### Démographie
Au 1er septembre 2014, la population d'Itoda s'élevait à 9 197 habitants répartis sur une superficie de 8,04 km2.